# Chemin de fer Aigle–Ollon–Monthey–Champéry
| Beh 2/6 544 in Ollon |                                                  |                                                |                                    |
| |                                                  |                                                |                                    |
| Streckennummer (BAV): | 129 (Aigle–Ollon–Monthey) 130 (Monthey–Champéry) |                                                |                                    |
| Fahrplanfeld: | 126                                              |                                                |                                    |
| Streckenlänge: | 23,4 km                                          |                                                |                                    |
| Spurweite: | 1000 mm (Meterspur)                              |                                                |                                    |
| Stromsystem: | 1500 V =                                         |                                                |                                    |
| Maximale Neigung: | Adhäsion 50 ‰ Zahnstange 135 ‰                   |                                                |                                    |
| Zahnstangensystem: | Abt (bis 2015 Strub)                             |                                                |                                    |
| |                                                  |                                                |                                    |
| \| \| \| \| \| \| \| \| SBB von Lausanne \| \| \| \| \| TPC von Leysin \| \| \| \| 0,00 \| Aigle \| 404 m ü. M. \| \| \| \| Strassenbahnabschnitt bis 2007[1] \| \| \| \| \| TPC nach Diablerets \| \| \| \| \| Trasse entlang der SBB seit 2007[1] \| \| \| \| 1,08 \| Aigle-Hôpital \| 401 m ü. M. \| \| \| \| \| \| \| \| 1,55 \| En Châlex Dépot und Werkstätte \| 391 m ü. M. \| \| \| 2,20 \| St-Triphon-Village \| 405 m ü. M. \| \| \| 3,73 \| Ollon \| 468 m ü. M. \| \| \| 4,38 \| Les Arnoux \| 429 m ü. M. \| \| \| 5,05 \| Villy \| 404 m ü. M. \| \| \| 6,92 \| St-Triphon-Gare \| 397 m ü. M. \| \| \| \| SBB nach Brig \| \| \| \| \| Autobahn A9 \| \| \| \| \| Pont du Rhône \| 397 m ü. M. \| \| \| \| Brücke Rhone Collombey (88 m) \| \| \| \| \| Kantonsgrenze Waadt-Wallis \| \| \| \| \| Brücke Bœufferrant (147 m) \| \| \| \| 8,72 \| Corbier \| 394 m ü. M. \| \| \| \| SBB von St-Gingolph \| \| \| \| \| \| \| \| \| 9,43 \| Collombey-Village früher Collombey-Muraz \| 393 m ü. M. \| \| \| \| Strassenbahnabschnitt in Collombey \| \| \| \| \| projektierte Neutrassierung[2] \| \| \| \| \| Monthey-Giovanola \| \| \| \| 10,20 \| Monthey-En Place \| 408 m ü. M. \| \| \| 0,12 \| Monthey-En Place \| 409 m ü. M. \| \| \| 10,370,00 \| Monthey bifurcation \| 408 m ü. M. \| \| \| \| Beginn Zahnstange \| \| \| \| 10,9 \| Monthey-Crochetan bis 1921[3] \| 420 m ü. M. \| \| \| 11,160,6 \| Monthey-Ville Kopfbahnhof \| 412 m ü. M. \| \| \| 11,3 \| Monthey-Place du Marché \| 424 m ü. M. \| \| \| 0,0 \| Monthey \| 419 m ü. M.[4] \| \| \| \| Monthey-Ville–Monthey bis 1976[4] \| \| \| \| \| SBB nach Saint-Maurice \| \| \| \| 1,30 \| Monthey-Hôpital \| 549 m ü. M. \| \| \| 2,50 \| Pont de Chemex bis 2016 \| 680 m ü. M. \| \| \| \| Ende Zahnstange \| \| \| \| 2,77 \| Chemex \| 687 m ü. M. \| \| \| 3,35 \| Croix-du-Nant \| 708 m ü. M. \| \| \| 3,71 \| Les Neys \| 718 m ü. M. \| \| \| 4,31 \| Route de Morgins \| 758 m ü. M. \| \| \| \| Brücke St-André (130 m) \| \| \| \| \| Tunnel Troistorrents (93 m) \| \| \| \| 4,85 \| Troistorrents \| 770 m ü. M. \| \| \| 6,32 \| Pont de Fayot \| 800 m ü. M. \| \| \| 7,07 \| Fayot \| 850 m ü. M. \| \| \| \| Beginn Zahnstange \| \| \| \| \| Ende Zahnstange \| \| \| \| 8,16 \| Val-d’Illiez \| 946 m ü. M. \| \| \| 9,21 \| En Charnet \| 921 m ü. M. \| \| \| 9,41 \| La Cour \| 922 m ü. M. \| \| \| \| Beginn Zahnstange \| \| \| \| \| Ende Zahnstange \| \| \| \| 11,41 \| Champéry-Village \| 1043 m ü. M. \| \| \| 12,26 \| Champéry seit 1990 \| 1035 m ü. M. \| \| \| \| Anschluss Téléphérique Champéry–Croix-de-Culet \| \| |                                                  |                                                |                                    |
| |                                                  |                                                |                                    |
| Strecke |                                                  | SBB von Lausanne                               | SBB von Lausanne                   |
| Strecke · U-Bahn-Strecke von links |                                                  | TPC von Leysin                                 | TPC von Leysin                     |
| Bahnhof · Bahnhof mit U-Bahn Streckenanfang | 0,00                                             | Aigle                                          | 404 m ü. M.                        |
| Strecke |                                                  | Strassenbahnabschnitt bis 2007                 | Strassenbahnabschnitt bis 2007     |
| Strecke · Abzweig mit U-Bahn geradeaus und nach links · U-Bahn-Kreuzung (Strecke geradeaus außer Betrieb) |                                                  | TPC nach Diablerets                            | TPC nach Diablerets                |
| Strecke · Strecke · U-Bahn-Strecke (außer Betrieb) |                                                  | Trasse entlang der SBB seit 2007               | Trasse entlang der SBB seit 2007   |
| Strecke · Haltepunkt / Haltestelle · Strecke (außer Betrieb) | 1,08                                             | Aigle-Hôpital                                  | 401 m ü. M.                        |
| Strecke |                                                  |                                                |                                    |
| Strecke · Dienststation / Betriebs- oder Güterbahnhof | 1,55                                             | En Châlex Dépot und Werkstätte                 | 391 m ü. M.                        |
| Strecke · Haltepunkt / Haltestelle | 2,20                                             | St-Triphon-Village                             | 405 m ü. M.                        |
| Strecke · Bahnhof | 3,73                                             | Ollon                                          | 468 m ü. M.                        |
| Strecke · Haltepunkt / Haltestelle | 4,38                                             | Les Arnoux                                     | 429 m ü. M.                        |
| Strecke · Bahnhof | 5,05                                             | Villy                                          | 404 m ü. M.                        |
| Strecke · Haltepunkt / Haltestelle | 6,92                                             | St-Triphon-Gare                                | 397 m ü. M.                        |
| Strecke nach links · Strecke quer · Kreuzung geradeaus oben |                                                  | SBB nach Brig                                  | SBB nach Brig                      |
| |                                                  | Autobahn A9                                    |                                    |
| Haltepunkt / Haltestelle |                                                  | Pont du Rhône                                  | 397 m ü. M.                        |
| Grenze auf Brücke über Wasserlauf |                                                  | Brücke Rhone Collombey (88 m)                  | Brücke Rhone Collombey (88 m)      |
| Strecke |                                                  | Kantonsgrenze Waadt-Wallis                     | Kantonsgrenze Waadt-Wallis         |
| Brücke |                                                  | Brücke Bœufferrant (147 m)                     | Brücke Bœufferrant (147 m)         |
| Bahnhof | 8,72                                             | Corbier                                        | 394 m ü. M.                        |
| Kreuzung geradeaus oben · Strecke von rechts |                                                  | SBB von St-Gingolph                            | SBB von St-Gingolph                |
| Strecke |                                                  |                                                |                                    |
| Haltepunkt / Haltestelle · Strecke geradeaus (außer Betrieb) (im Tunnel) · Strecke | 9,43                                             | Collombey-Village früher Collombey-Muraz       | 393 m ü. M.                        |
| U-Bahn-Strecke · Tunnelende (Strecke außer Betrieb) · Strecke |                                                  | Strassenbahnabschnitt in Collombey             | Strassenbahnabschnitt in Collombey |
| Strecke von links (außer Betrieb) · Strecke quer (außer Betrieb) · Kreuzung (Querstrecke außer Betrieb) · Abzweig geradeaus und von rechts (Strecke außer Betrieb) · Strecke |                                                  | projektierte Neutrassierung                    | projektierte Neutrassierung        |
| Strecke (außer Betrieb) · Strecke · Haltepunkt / Haltestelle (Strecke außer Betrieb) · Strecke |                                                  | Monthey-Giovanola                              | Monthey-Giovanola                  |
| Strecke (außer Betrieb) · Haltepunkt / Haltestelle · Strecke (außer Betrieb) · Strecke | 10,20                                            | Monthey-En Place                               | 408 m ü. M.                        |
| Abzweig ehemals geradeaus und von links · Haltepunkt / Haltestelle quer · Abzweig geradeaus und von rechts · Strecke (außer Betrieb) · Strecke | 0,12                                             | Monthey-En Place                               | 409 m ü. M.                        |
| Strecke · Dienststation / Betriebs- oder Güterbahnhof · Strecke (außer Betrieb) · Strecke | 10,370,00                                        | Monthey bifurcation                            | 408 m ü. M.                        |
| Strecke (außer Betrieb) · Strecke |                                                  | Beginn Zahnstange                              | Beginn Zahnstange                  |
| Strecke · U-Bahn-Haltepunkt / Haltestelle (Strecke außer Betrieb) · Strecke · Strecke (außer Betrieb) · Strecke | 10,9                                             | Monthey-Crochetan bis 1921                     | 420 m ü. M.                        |
| Strecke · U-Bahn-Strecke (außer Betrieb) · Kopfbahnhof mit U-Bahn Strecke ab hier außer Betrieb · Strecke (außer Betrieb) · Strecke | 11,160,6                                         | Monthey-Ville Kopfbahnhof                      | 412 m ü. M.                        |
| Strecke · U-Bahn-Kopfbahnhof Streckenende (Strecke außer Betrieb) · U-Bahn-Strecke (außer Betrieb) · Strecke (außer Betrieb) · Strecke | 11,3                                             | Monthey-Place du Marché                        | 424 m ü. M.                        |
| Strecke · U-Bahn-Strecke (außer Betrieb) · Bahnhof mit U-Bahn Streckenende (Strecke außer Betrieb) · Bahnhof | 0,0                                              | Monthey                                        | 419 m ü. M.                        |
| Strecke · U-Bahn-Strecke nach links (außer Betrieb) · U-Bahn-Strecke nach rechts (außer Betrieb) · Strecke |                                                  | Monthey-Ville–Monthey bis 1976                 | Monthey-Ville–Monthey bis 1976     |
| Strecke · Strecke nach links |                                                  | SBB nach Saint-Maurice                         | SBB nach Saint-Maurice             |
| Haltepunkt / Haltestelle | 1,30                                             | Monthey-Hôpital                                | 549 m ü. M.                        |
| ehemaliger Haltepunkt / Haltestelle | 2,50                                             | Pont de Chemex bis 2016                        | 680 m ü. M.                        |
| |                                                  | Ende Zahnstange                                |                                    |
| Bahnhof | 2,77                                             | Chemex                                         | 687 m ü. M.                        |
| Haltepunkt / Haltestelle | 3,35                                             | Croix-du-Nant                                  | 708 m ü. M.                        |
| Haltepunkt / Haltestelle | 3,71                                             | Les Neys                                       | 718 m ü. M.                        |
| Haltepunkt / Haltestelle | 4,31                                             | Route de Morgins                               | 758 m ü. M.                        |
| Brücke |                                                  | Brücke St-André (130 m)                        | Brücke St-André (130 m)            |
| Tunnel |                                                  | Tunnel Troistorrents (93 m)                    | Tunnel Troistorrents (93 m)        |
| Bahnhof | 4,85                                             | Troistorrents                                  | 770 m ü. M.                        |
| Haltepunkt / Haltestelle | 6,32                                             | Pont de Fayot                                  | 800 m ü. M.                        |
| Haltepunkt / Haltestelle | 7,07                                             | Fayot                                          | 850 m ü. M.                        |
| |                                                  | Beginn Zahnstange                              |                                    |
| |                                                  | Ende Zahnstange                                |                                    |
| Bahnhof | 8,16                                             | Val-d’Illiez                                   | 946 m ü. M.                        |
| Haltepunkt / Haltestelle | 9,21                                             | En Charnet                                     | 921 m ü. M.                        |
| Haltepunkt / Haltestelle | 9,41                                             | La Cour                                        | 922 m ü. M.                        |
| |                                                  | Beginn Zahnstange                              |                                    |
| |                                                  | Ende Zahnstange                                |                                    |
| Haltepunkt / Haltestelle, ehemals Bahnhof | 11,41                                            | Champéry-Village                               | 1043 m ü. M.                       |
| Kopfbahnhof Streckenende | 12,26                                            | Champéry seit 1990                             | 1035 m ü. M.                       |
| |                                                  | Anschluss Téléphérique Champéry–Croix-de-Culet |                                    |

Die Chemin de fer Aigle–Ollon–Monthey–Champéry, abgekürzt AOMC, deutsch Aigle-Ollon-Monthey-Champéry-Bahn, war eine Eisenbahngesellschaft in den Schweizer Kantonen Waadt und Wallis. Sie entstand 1946 aus der Fusion der 1907 eröffneten Chemin de fer électrique Aigle–Ollon–Monthey (AOM) mit der 1909 eröffneten Chemin de fer Monthey–Champéry–Morgins (MCM) und fusionierte 1999 zu den Transports Publics du Chablais (TPC).
Ihre 23,4 Kilometer lange Strecke verbindet Aigle durch das Rhonetal mit Monthey und führt anschliessend als Bahn mit gemischtem Adhäsions- und Zahnradbetrieb nach Champéry im Val d’Illiez.

## Geschichte

### Chemin de fer électrique Aigle–Ollon–Monthey

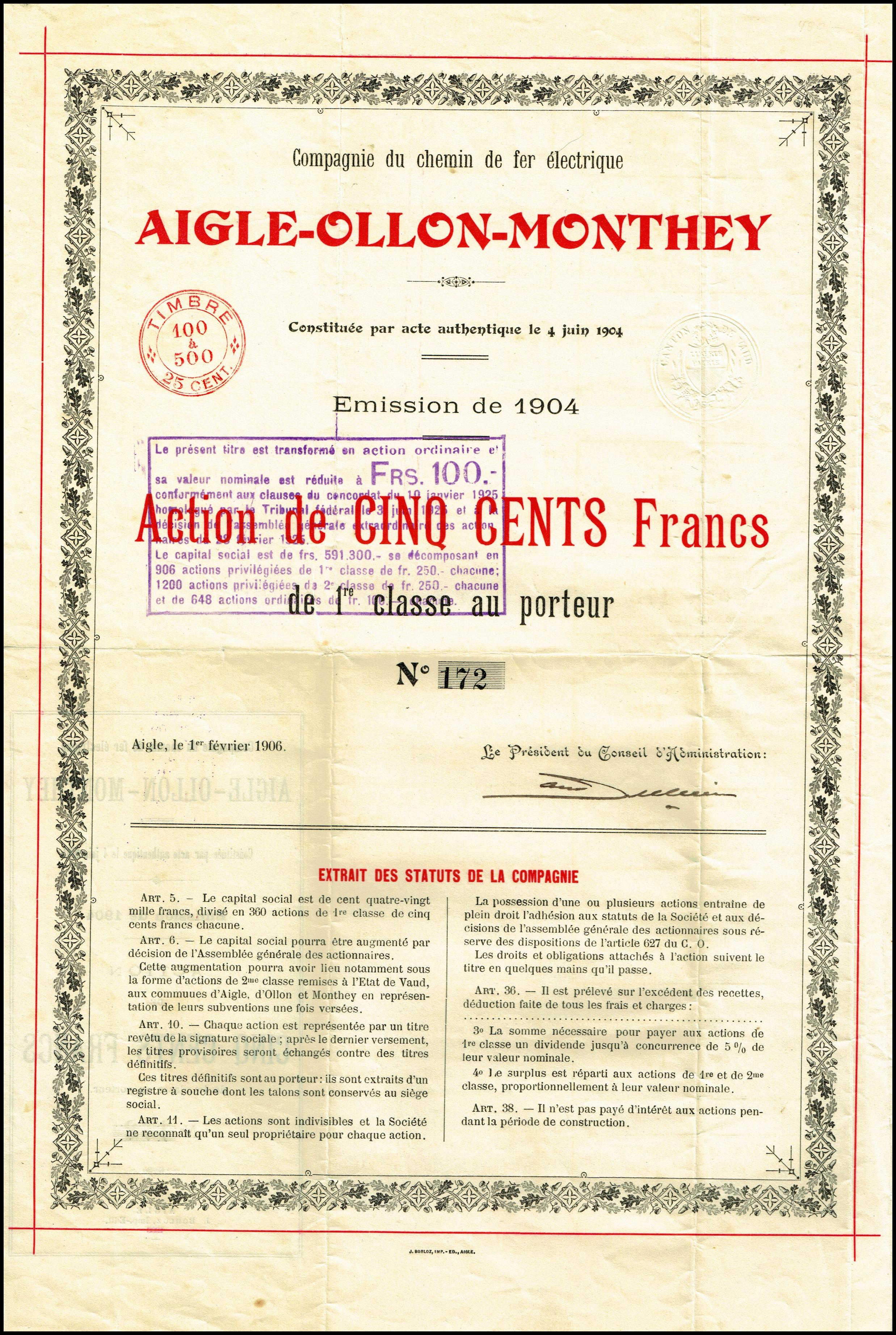
Aktie der AOM

Die ursprüngliche Absicht war der Bau einer Eisenbahn von Aigle über Ollon nach Villars. Die Chemin de fer Bex–Gryon–Villars lehnte das Projekt wegen unzureichenden Verkehrs für zwei Linien ab. Nach der Überarbeitung der Pläne wurde am 6. Februar 1899 eine Konzession zum Bau der Strecke Aigle–Ollon–Monthey-Place du Marché erteilt.
Die am 3. April 1907 eröffnete und von Beginn an elektrisch mit 750 Volt Gleichstrom betriebene AOM erschloss durch die Rhoneebene den abseits der Simplonlinie gelegenen Ort Monthey. Sie diente vorwiegend dem Personenverkehr und führte bis 1911 lediglich eine Wagenklasse. Die AOM hatte stets mit finanziellen Engpässen zu kämpfen, und die Schulden nahmen ab 1913 zu. Der Erste Weltkrieg verschlechterte die finanzielle Lage zusätzlich.

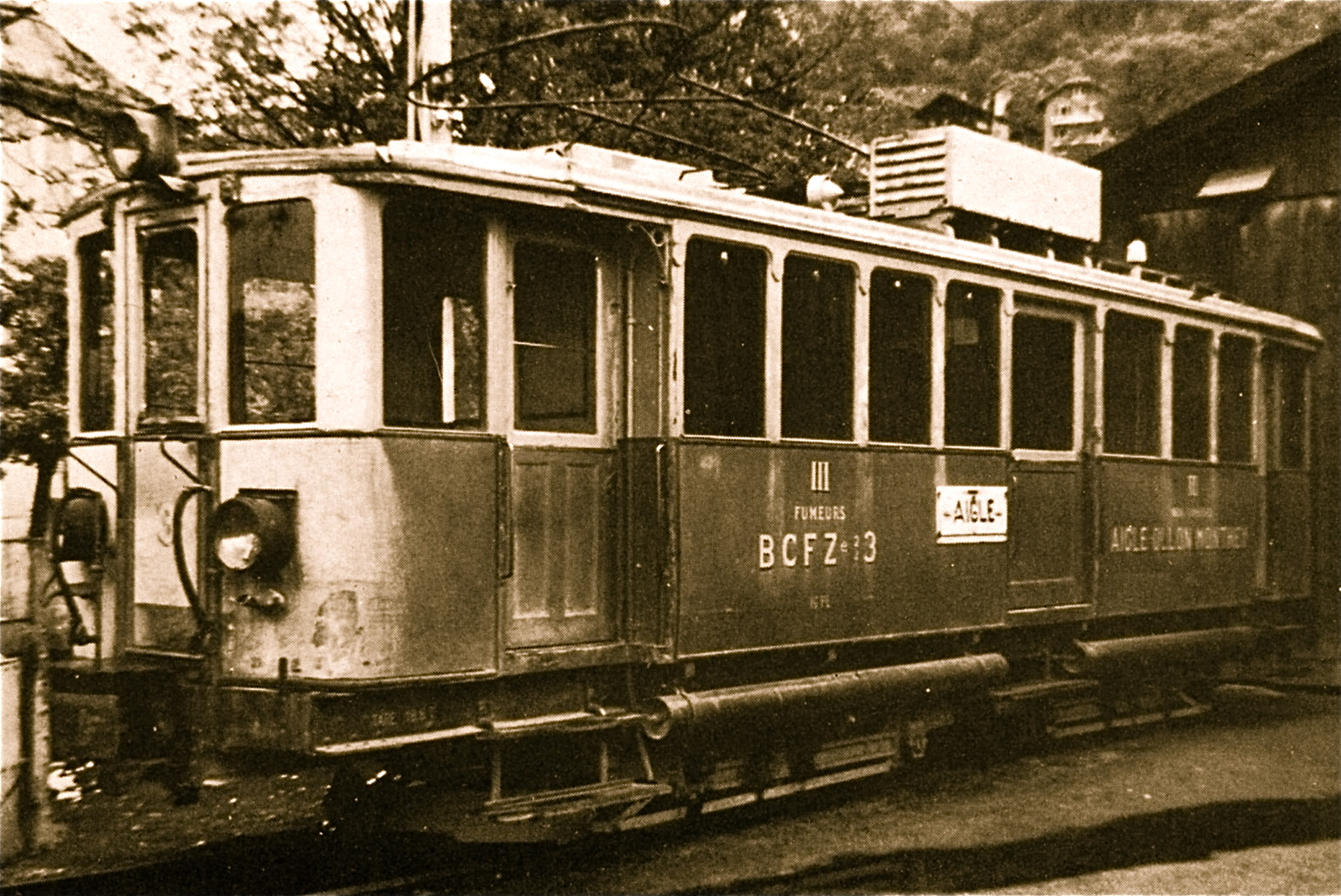
Triebwagen BCFZe 2/4 3 aus der Anfangszeit der AOM

1909 nahm die MCM auf der Strecke Monthey CFF–Monthey-Ville–Champéry den Betrieb auf. Dabei benutzte sie ab Monthey-Crochetan die Gleise der AOM, bevor sie nach 700 Metern Richtung Val-d’Illiez abschwenkte. Die Reisenden aus Aigle mit dem Ziel Champéry mussten in Monthey-Crochetan aussteigen und sich zu Fuss etwa 80 Meter zur Station Monthey-Ville der MCM begeben. Am 28. Februar 1921 wurde diesem unbefriedigenden Zustand ein Ende gesetzt und die kurze Strecke zur Place du Marché eingestellt. Stattdessen fuhr die AOM ebenfalls in die Station Monthey-Ville.

### Chemin de fer Monthey–Champéry–Morgins

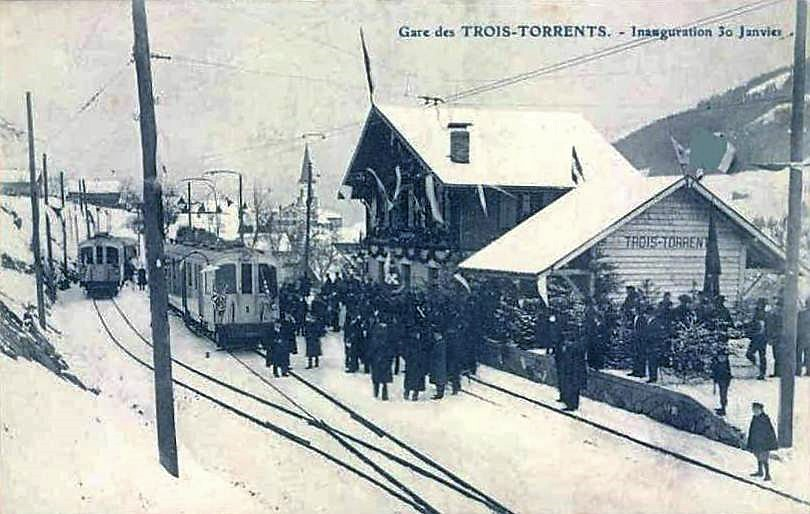
Eröffnung der MCM in Troistorrents am 30. Januar 1908

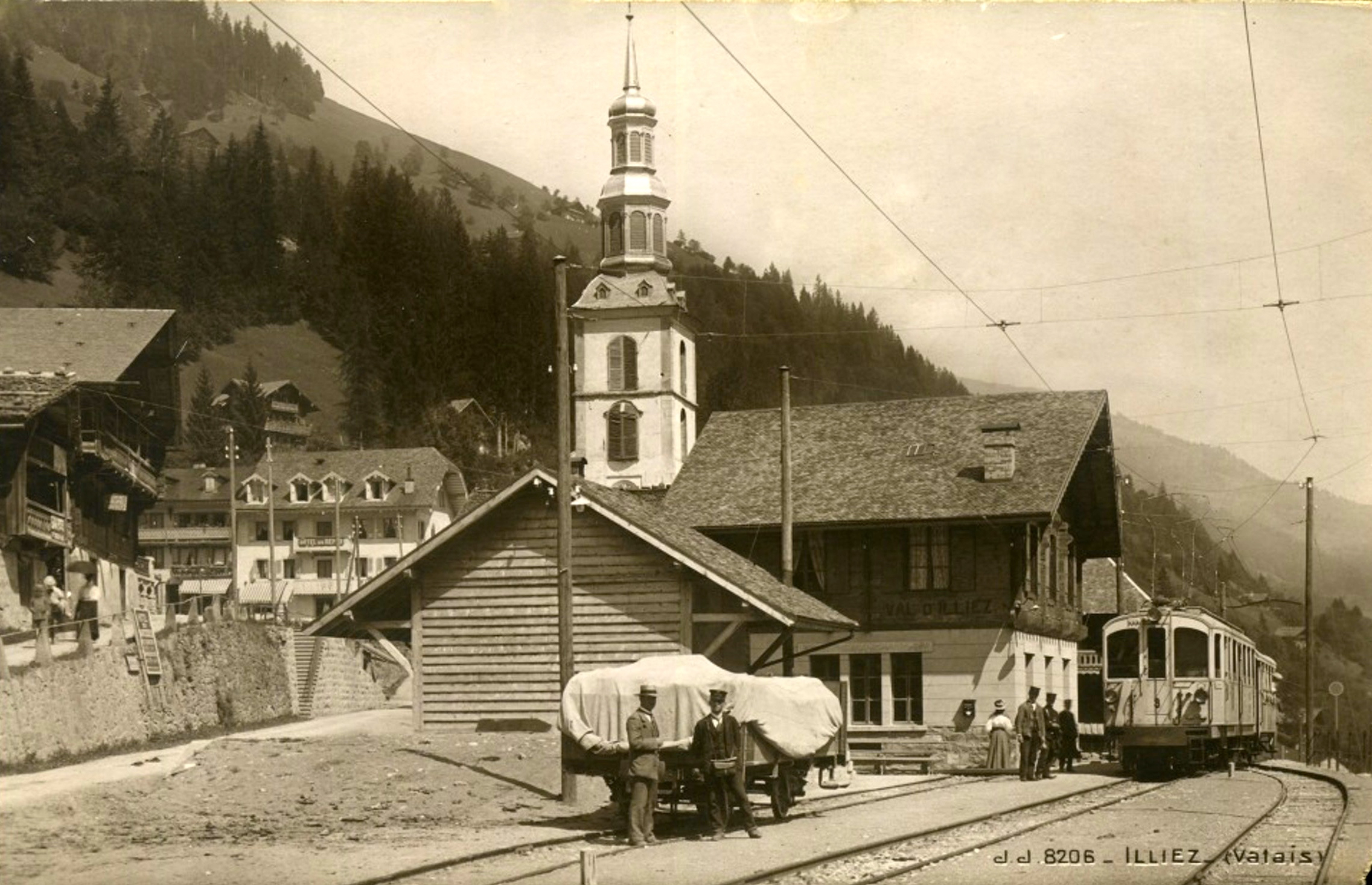
Zug der MCM um 1909, Val-d’Illiez

Die am 1. Februar 1908 in Betrieb genommene Compagnie du Chemin de fer Monthey–Champéry–Morgins (MCM) führte als Bahn nur von Monthey nach Champéry. Die Erschliessung von Morgins besorgte ein Pferde- beziehungsweise später ein Autokurs. Die Bahn wurde bei der Betriebseröffnung mit 750 Volt Gleichstrom betrieben. Die Bahnstrecke Monthey–Champéry weist drei zusammen 3,7 Kilometer lange Zahnstangenabschnitte – bei deren Bau wurde das System Strub verwendet – mit einer Maximalsteigung von 135 Promille auf.
Da sich die SBB-Station Monthey in einiger Entfernung vom Stadtzentrum befindet, nahm die MCM am 1. April 1909 die Verlängerung von der am Rande der Altstadt erstellten Station Monthey-Ville (Stadt) zum SBB-Bahnhof in Betrieb.

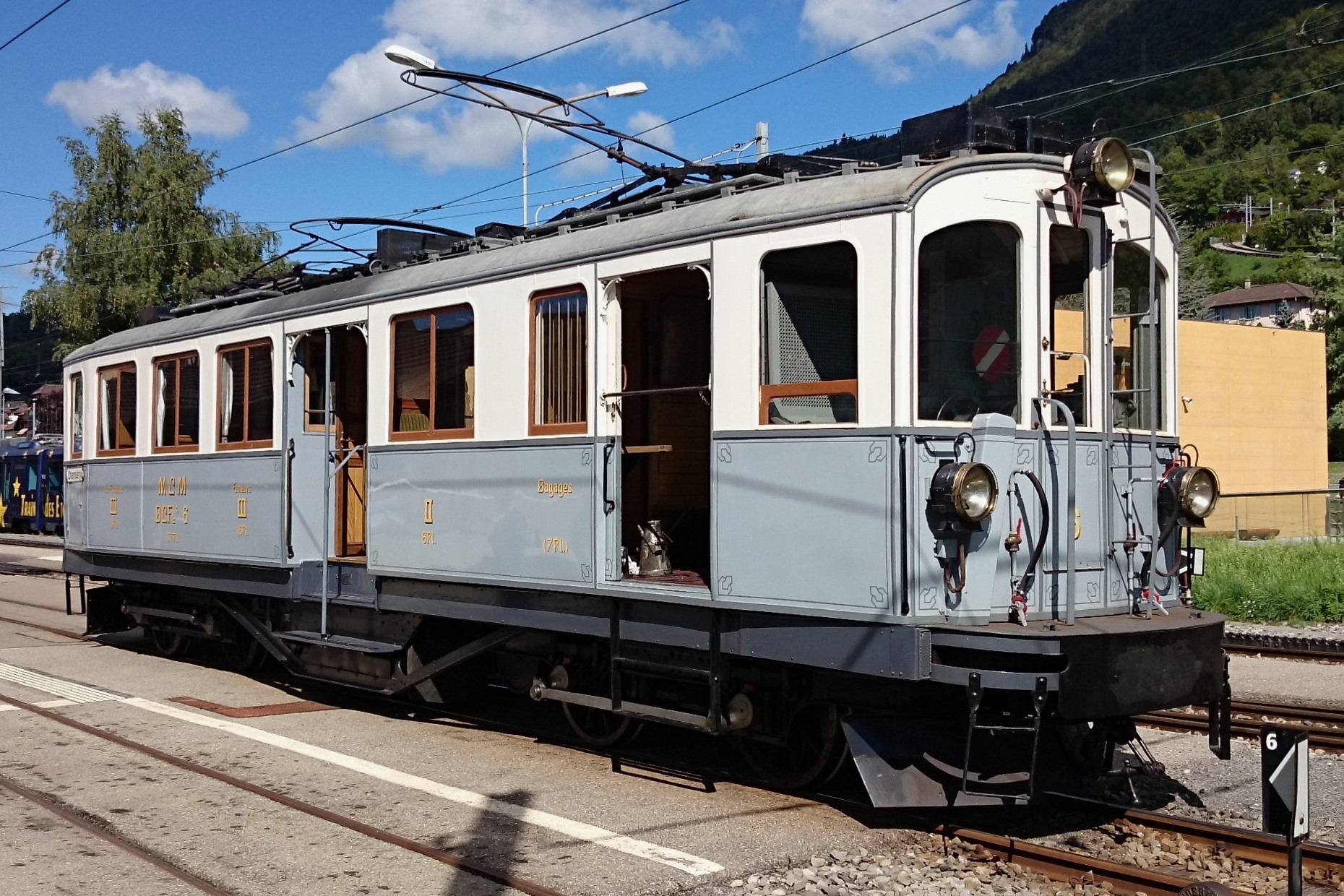
„Motorwagen“ BCFeh 4/4 6 der MCM, heute bei der Museumsbahn Blonay–Chamby

Der Name der ehemaligen Eisenbahngesellschaft Monthey–Champéry–Morgins weist darauf hin, dass ursprünglich eine Zweigstrecke nach Morgins, damals ein bekanntes Bad mit eisenhaltigem Wasser, vorgesehen war. Diese war auch in der Konzession enthalten, wurde aber nie gebaut. Nach Kostenüberschreitungen beim Bau der Strecke nach Champéry und Passagierzahlen, die unter den Erwartungen blieben, wollte das Unternehmen die Rentabilität neu beurteilen und sich allenfalls auf Sommerbetrieb beschränken. Der Ausbruch des Ersten Weltkrieges besiegelte das Schicksal der Zweigstrecke definitiv.
Die touristisch ausgerichtete Bahn hatte von Anfang an schwere finanzielle Probleme. Mit dem Ausbruch des Ersten Weltkriegs 1914 wurde die Lage existenzbedrohend. Von 1913 bis 1915 halbierten sich die Transporteinnahmen. 1919 war die MCM zahlungsunfähig, und die Aktionäre verloren fast ihr gesamtes Kapital. Die Probleme der MC blieben jedoch bestehen und verschärften sich in den 1930er Jahren.
Von 1940 bis 1945 führte die MCM mit der Chemin de fer Aigle–Sépey–Diablerets (ASD) eine Gemeinschaftsdirektion, der sich 1942 die Chemin de fer Aigle–Leysin (AL) anschloss.
1946 fusionierte die MCM mit der Aigle–Ollon–Monthey-Bahn (AOM) zur Aigle–Ollon–Monthey–Champéry-Bahn (AOMC).

### Chemin der fer Aigle–Ollon–Monthey–Champéry

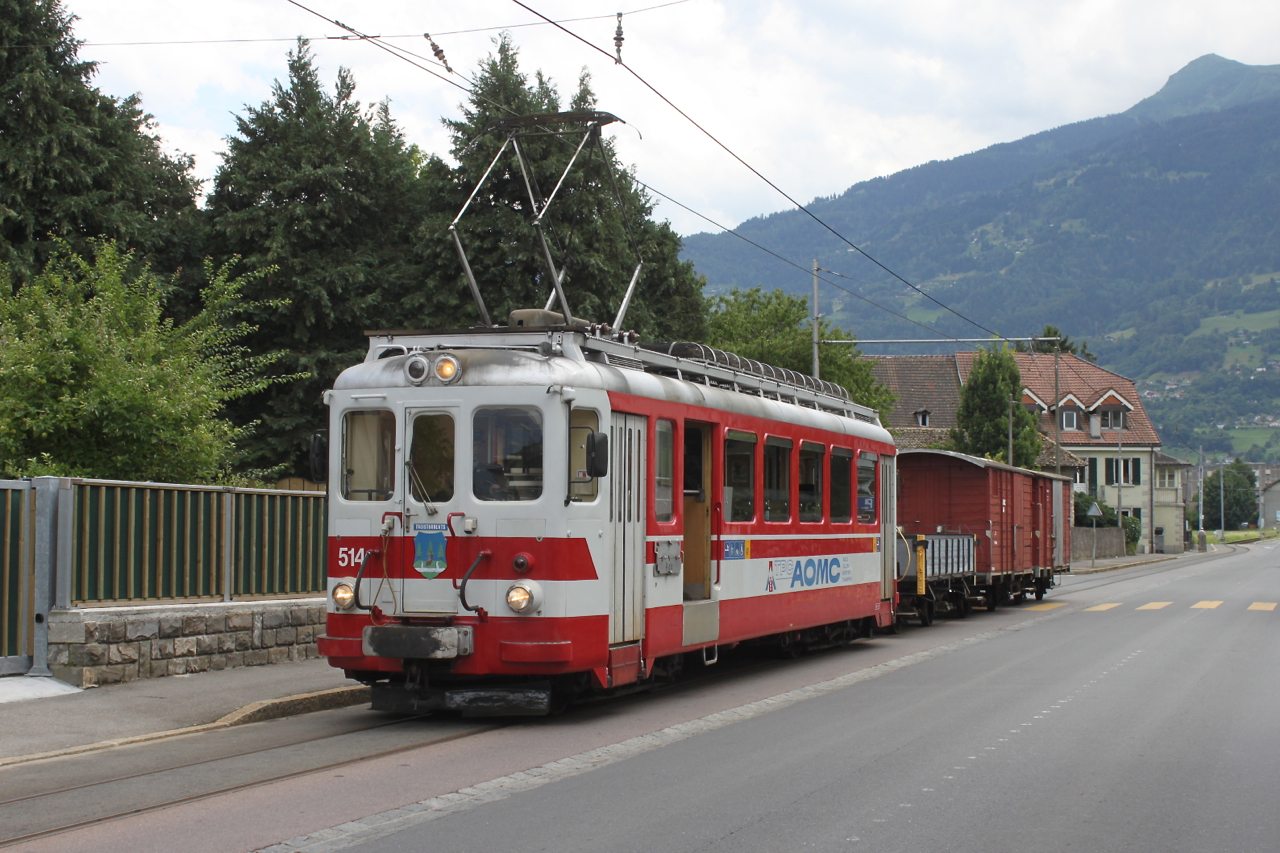
BDeh 4/4 mit einem Güterzug in Collombey-Muraz

Ab dem 1. Januar 1946 schlossen sich die beiden Unternehmen zur AOMC zusammen. Das Privatbahnhilfegesetz erlaubte es nun, die Bahn mit Unterstützung von Bund und Kantonen zu modernisieren. 1954 konnten vier neue Triebwagen BDeh 4/4 511–514 in Betrieb genommen werden.

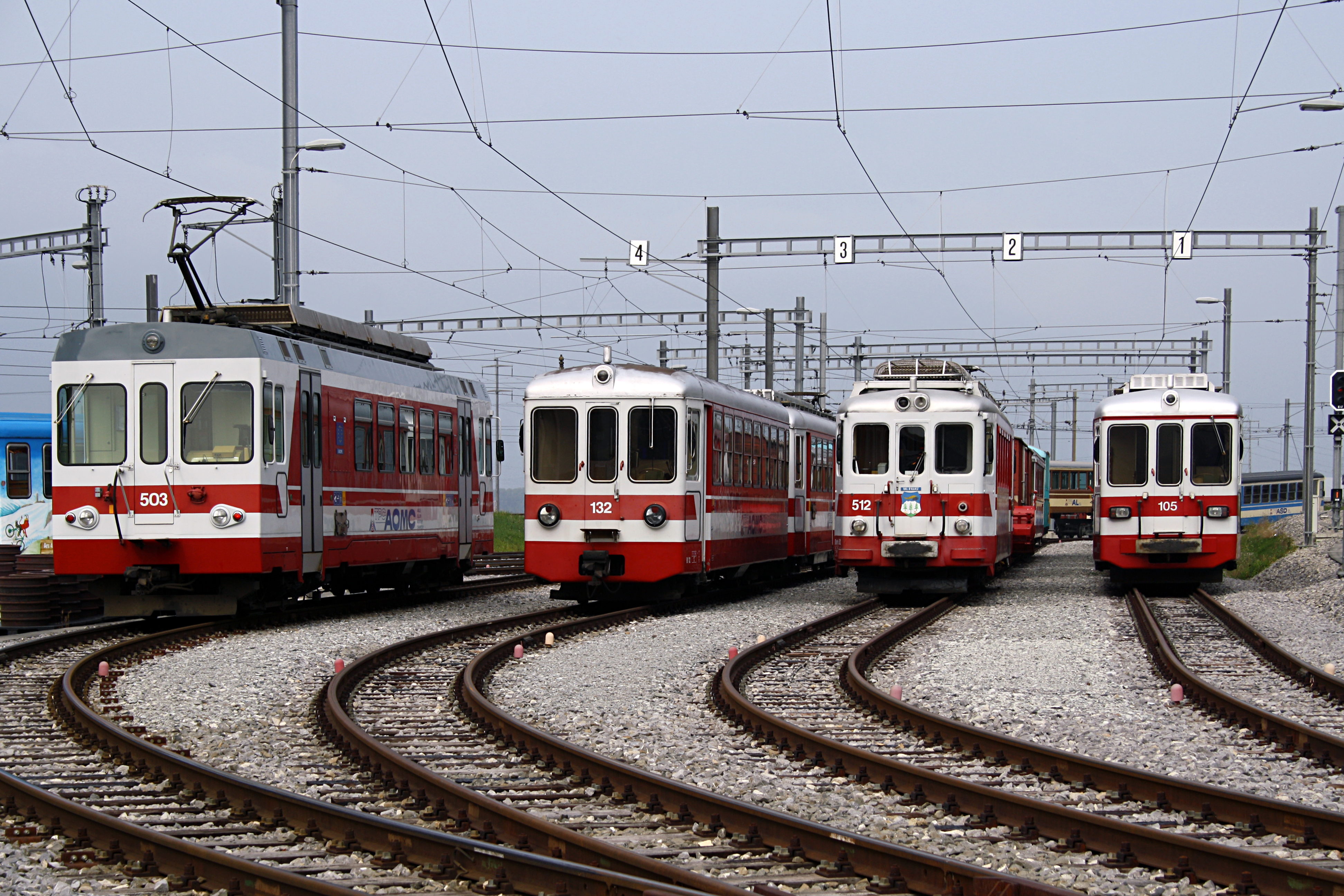
Trieb- und Steuerwagen der AOMC im Depot En-Chalex, BDeh 4/4 503 (1992), Bt 132 (ex BTB / BLT, 1966), BDeh 4/4 512 (1954) und Be 4/4 105 (ex BLT, 1966)

Für die Talstrecke Aigle–Monthey konnte die AOMC gebrauchte Fahrzeuge anderer Bahnen übernehmen. Von der Sernftalbahn, die 1969 ihren Betrieb einstellte, gelangten die BDe 4/4 111–113 ins Chablais. Der Baselland Transport, der den Betrieb der Birsigthalbahn (BTB) auf Strassenbahnfahrzeuge umstellte, übergab 1985 sechs Triebwagen Be 4/4 aus dem Jahr 1966 sowie drei zugehörige Steuerwagen an die AOMC. Als Besonderheit sind diese Fahrzeuge mit BSI-Kompaktkupplung ausgestattet. Obwohl die AOMC in Aigle auf die ebenfalls meterspurigen AL und ASD trifft, war damals wegen der unterschiedlichen Fahrleitungsspannungen und Zahnradsysteme kein Austausch von Triebfahrzeugen möglich.
Die meisten Passagiere nach Monthey reisten ab Aigle mit der AOMC an, wodurch die Station Monthey CFF der AOMC viel von ihrer Bedeutung verlor. Zwischen Monthey CFF und Monthey-Ville verkehrten nur noch Lokalzüge. Am 12. Juli 1976 wurde der Bahnverkehr eingestellt und durch einen Busbetrieb ersetzt. 1986 wurde der neue Bahnhof Monthey-Ville eingeweiht, der sich 100 Meter vor dem alten befindet. Durch das mit dem Abriss frei gewordene Gelände führt seither die Avenue du Théâtre.
Am 22. Dezember 1990 wurde die 840 Meter lange Verlängerung nach Champéry in Betrieb genommen. Die bisherige Endstation Champéry erhielt den Namen Champéry-Village. Der neue Endbahnhof liegt unmittelbar bei der Talstation der Luftseilbahn Champéry–Planachaux.
In den 1990er Jahren plante die AOMC weitere Modernisierungen und realisierte in En Châlex bei Aigle eine neue Werkstätte. Die Bauarbeiten wurden 2001 von den TPC abgeschlossen. Das Depot mit der Werkstätte dient allen drei von Aigle ausgehenden Strecken der TPC.
1999 fusionierte die AOMC mit der Chemin de fer Aigle–Leysin (AL), der Chemin de fer Aigle–Sépey–Diablerets (ASD) und der Chemin de fer Bex–Villars–Bretaye (BVB) zu den Transports Publics du Chablais (TPC). Bereits 1975 bildete die ASD zusammen mit der AL und der BVB eine Betriebsgemeinschaft, der sich 1977 auch die AOMC anschloss.

### Transports Publics du Chablais

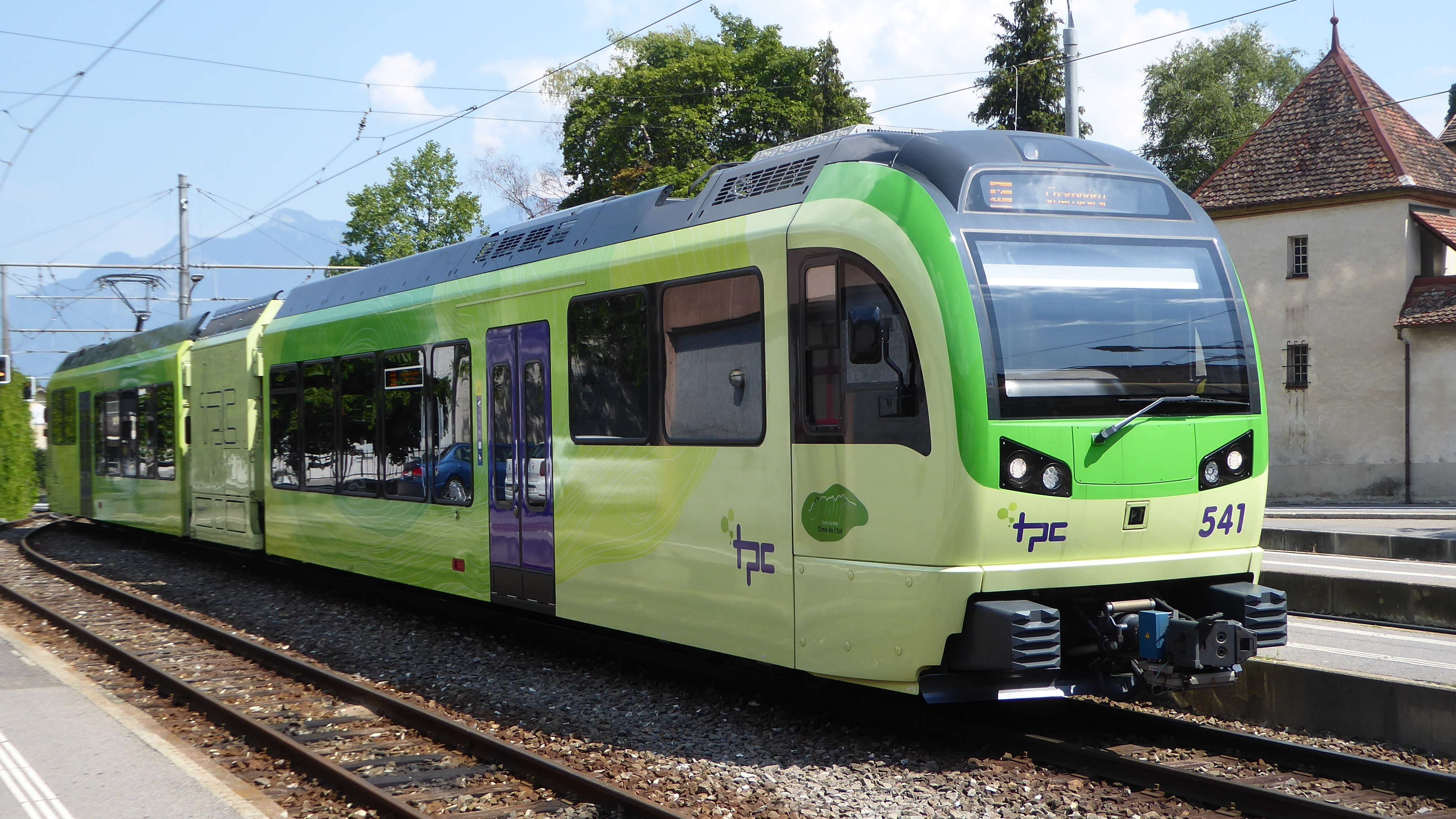
Seit der Spannungserhöhung und Umstellung auf Abt-Zahnstange wird der Verkehr zwischen Aigle und Champéry mit den Beh 2/6 bewältigt

Die neue Eigentümerin verfolgt die Strategie, die Fahrzeit zwischen Aigle und Monthey durch Neutrassierungen von 19 auf 11 Minuten zu verkürzen. Am 28. Oktober 2007 wurde zwischen Aigle und En Châlex eine Linienführung entlang der SBB-Gleise eingeweiht. Dadurch wurden elf Bahnübergänge aufgehoben, und die rechtwinklige Kreuzung mit der Strecke nach Les Diablerets wurde Geschichte.
Ebenfalls 2006/07 wurde in Aigle ein neuer Schmalspurbahnhof mit sechs Gleisen und teilweise überdachten Perrons für die drei Strecken AOMC, ASD und AL erbaut.

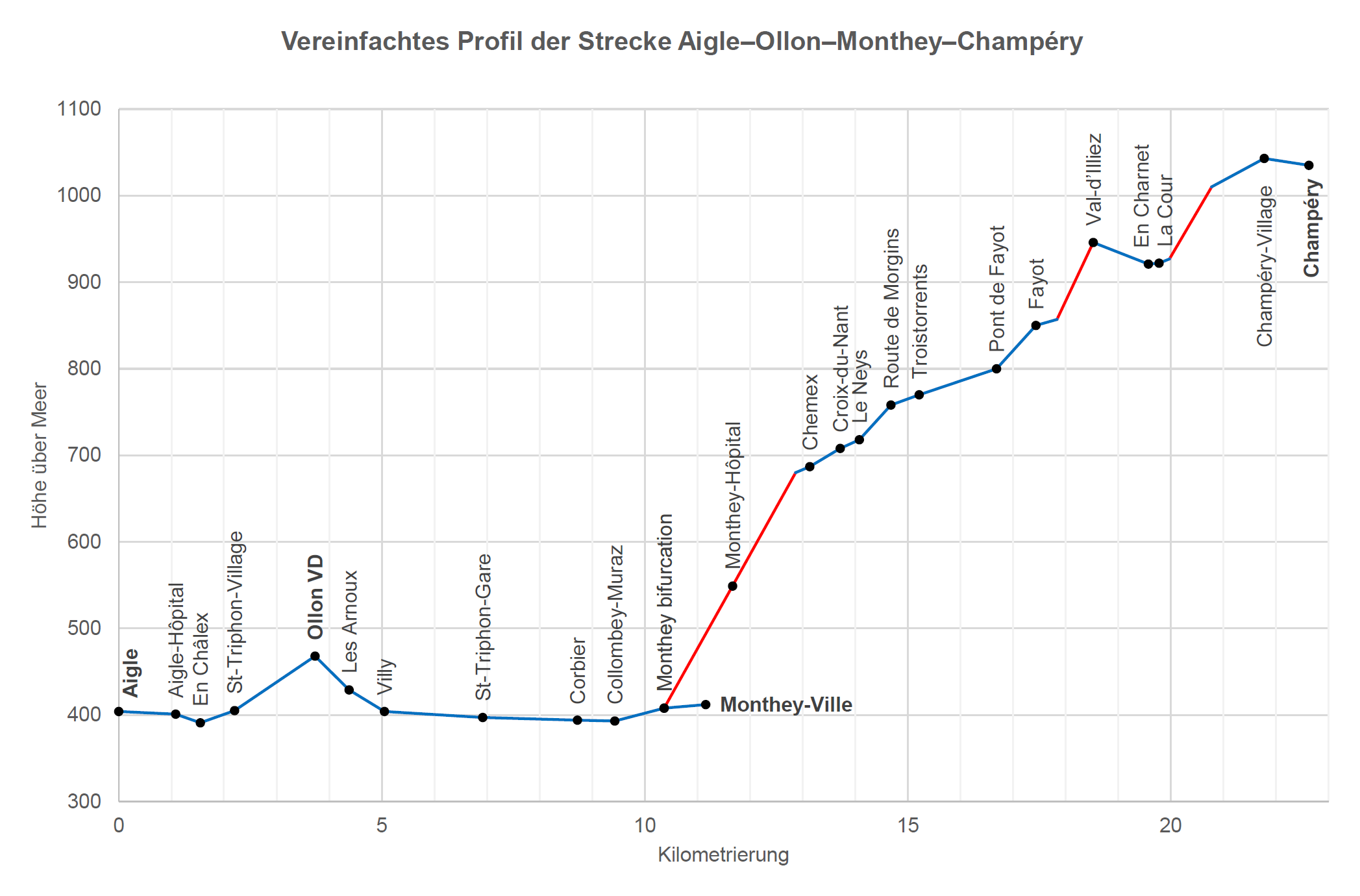
Profil der Strecke Aigle–Ollon–Monthey–Champéry
blau: Adhäsionsabschnitte; rot: Zahnstange

Im Sommer 2016 wurde die Strecke umfassend modernisiert. Dabei wurden die Zahnstangenabschnitte vollständig erneuert und das bisherige Zahnstangensystem Strub durch eine Abt-Zahnstange ersetzt. Die im Zahnstangenabschnitt liegende Haltestelle Pont de Chemex wurde aufgehoben. Weiter wurde die Fahrleitungsspannung von 950 auf 1500 V erhöht. Somit besitzen alle ab Aigle verkehrenden Strecken der TPC das gleiche Zahnstangensystem und die gleiche Spannung. Der Verkehr wird nun vollständig mit den neu abgelieferten Beh 2/6 541–547 abgewickelt. Von den bestehenden Triebfahrzeugen der AOMC wurden einzig die beiden im Jahr 2001 gelieferten Doppeltriebwagen Beh 4/8 591–592 an das neue Zahnstangen- und Stromsystem angepasst.

## Streckenbeschreibung
Die Talstrecke der AOMC verlässt das Städtchen Aigle parallel zur Simplonlinie der SBB bis En Châlex, wo sich Depot und Werkstätte der TPC befinden, und weiter entlang der Strasse nach Ollon. Vor dort verläuft das Trassee unabhängig von der Strasse hinunter nach Villy und durchquert dann in praktisch gerader Linienführung die Talebene mit der SBB-Simplonstrecke, der Autobahn A9 und der Rhone, die hier die Grenze zwischen den Kantonen Waadt und Wallis bildet. Nach der Rhonebrücke führt die Bœufferrant-Brücke über einen Strassenkreisel und folgt nachher der Strasse bis zu einem weiteren Kreisel unmittelbar vor der Haltestelle Collombey-Muraz. Von dort führt die Talstrecke Richtung Süden und zum Teil in der Strasse verlaufend ihrem Endpunkt im Kopfbahnhof Monthey-Ville entgegen.
Die von Aigle nach Champéry durchlaufenden Züge ändern in Monthey-Ville ihre Fahrtrichtung, fahren zurück bis zur Verzweigung Monthey bifurcation und biegen dort links ab. Die anschliessende Kehre, wo der erste Zahnstangenabschnitt beginnt, führt die Züge ins Val d’Illiez. Kurz vor dem Bahnhof Chemex endet die Zahnstange, nachdem die Züge rund 170 Meter Höhe gewonnen haben. Das Trassee führt nun auf dem nordöstlichen Hang des Tals, das von der Vièze durchflossen wird, nach Troistorrents. Kurz vor Val-d’Illiez überwindet die Bahn mit Unterstützung der Zahnstange einen Höhenunterschied von rund 110 Metern. Nach der Haltestelle La Cour steigt die Bahnlinie in einem dritten Zahnstangenabschnitt rund weitere 80 Meter an und führt nachher entlang der Talstrasse nach Champéry.

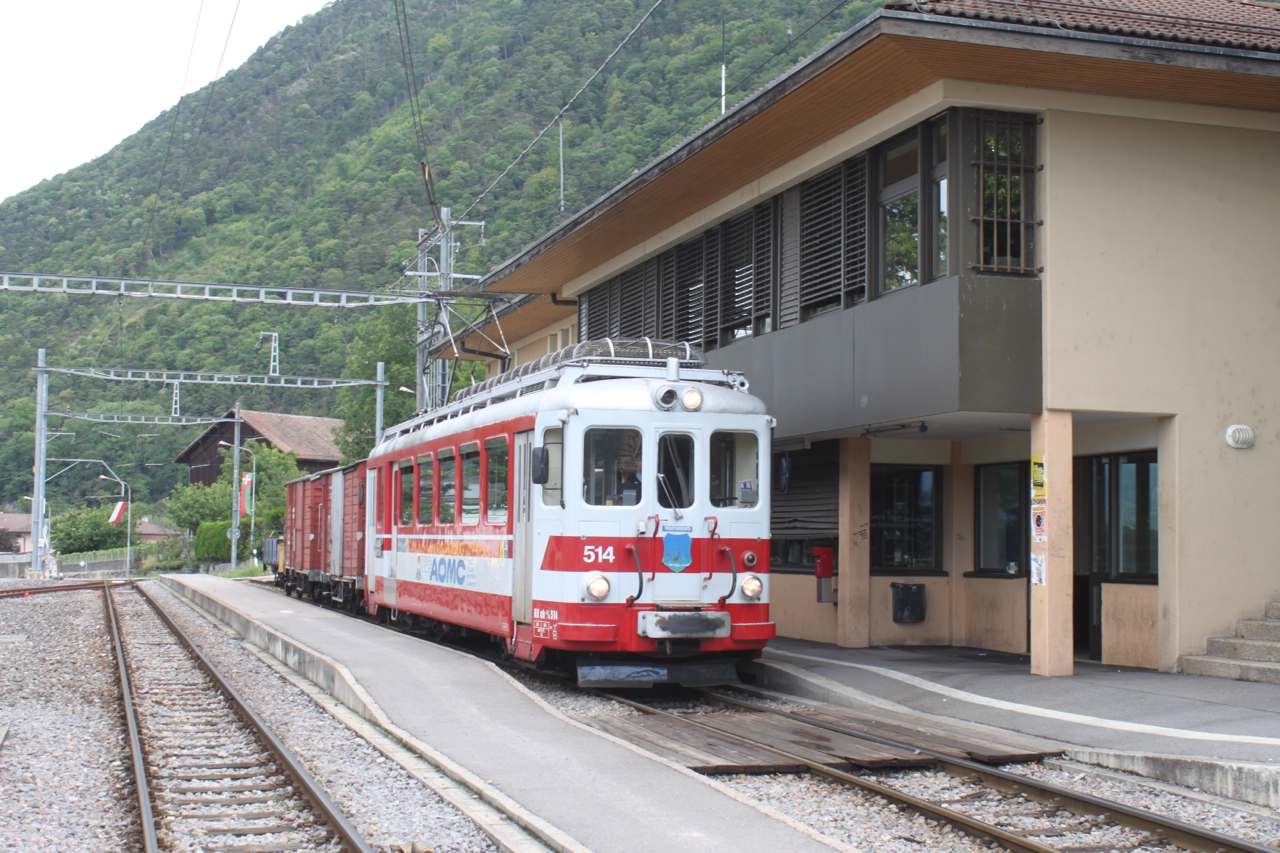
Zug mit BDeh 4/4 514 in Ollon vor der Spannungsumstellung 2016
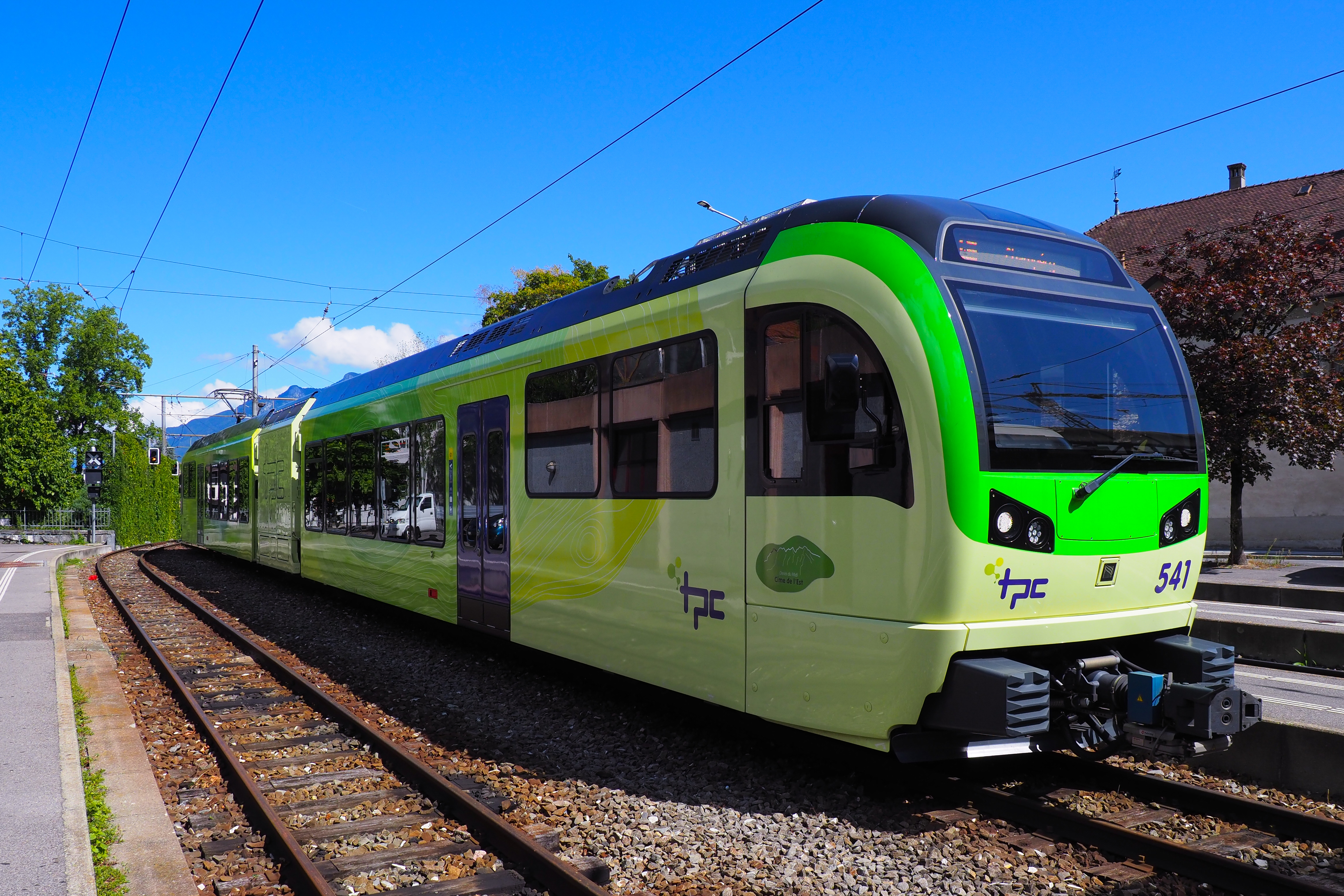
Beh 2/6 im Kopfbahnhof Monthey-Ville
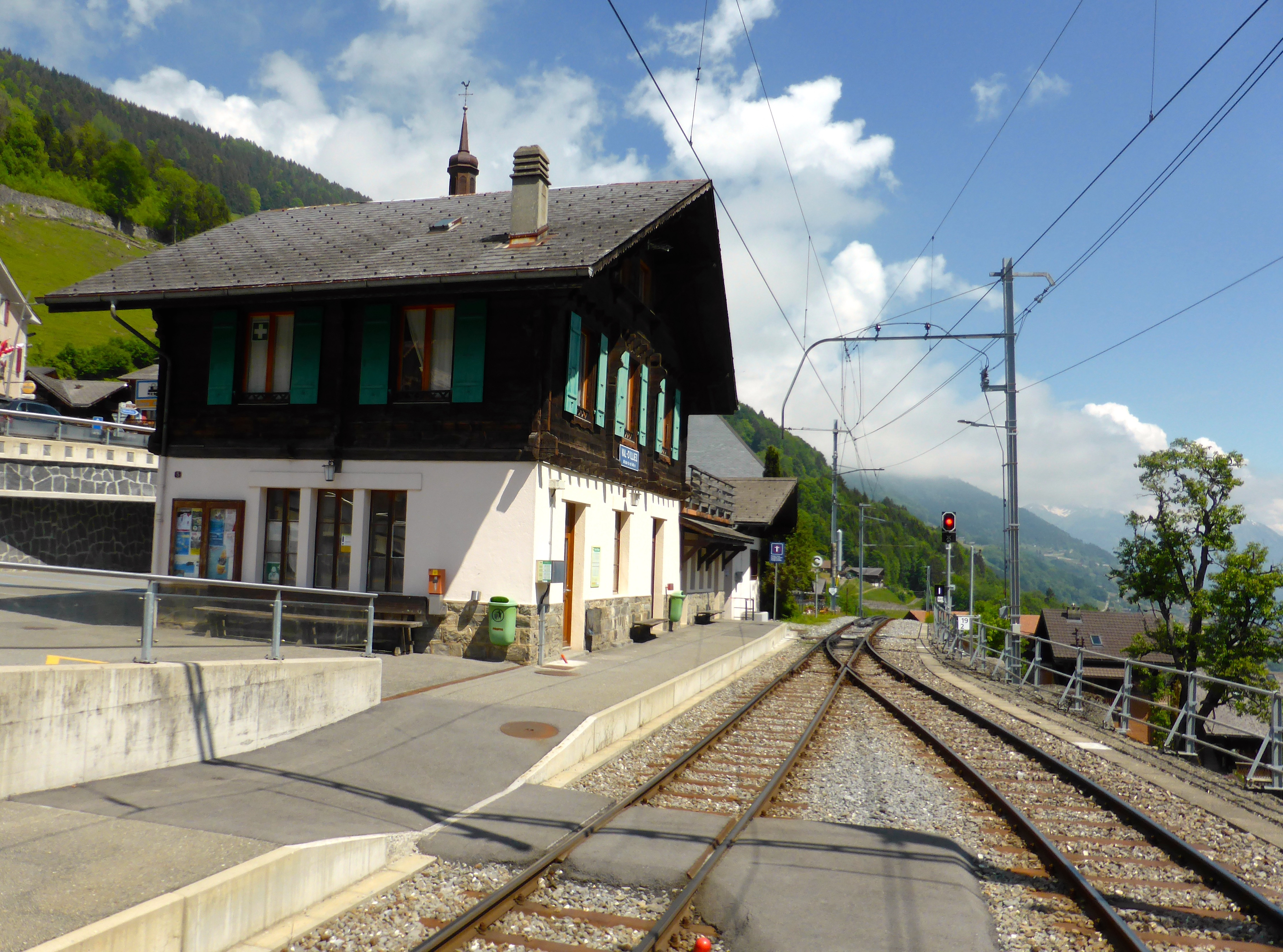
Bahnhof Val-d’Illiez
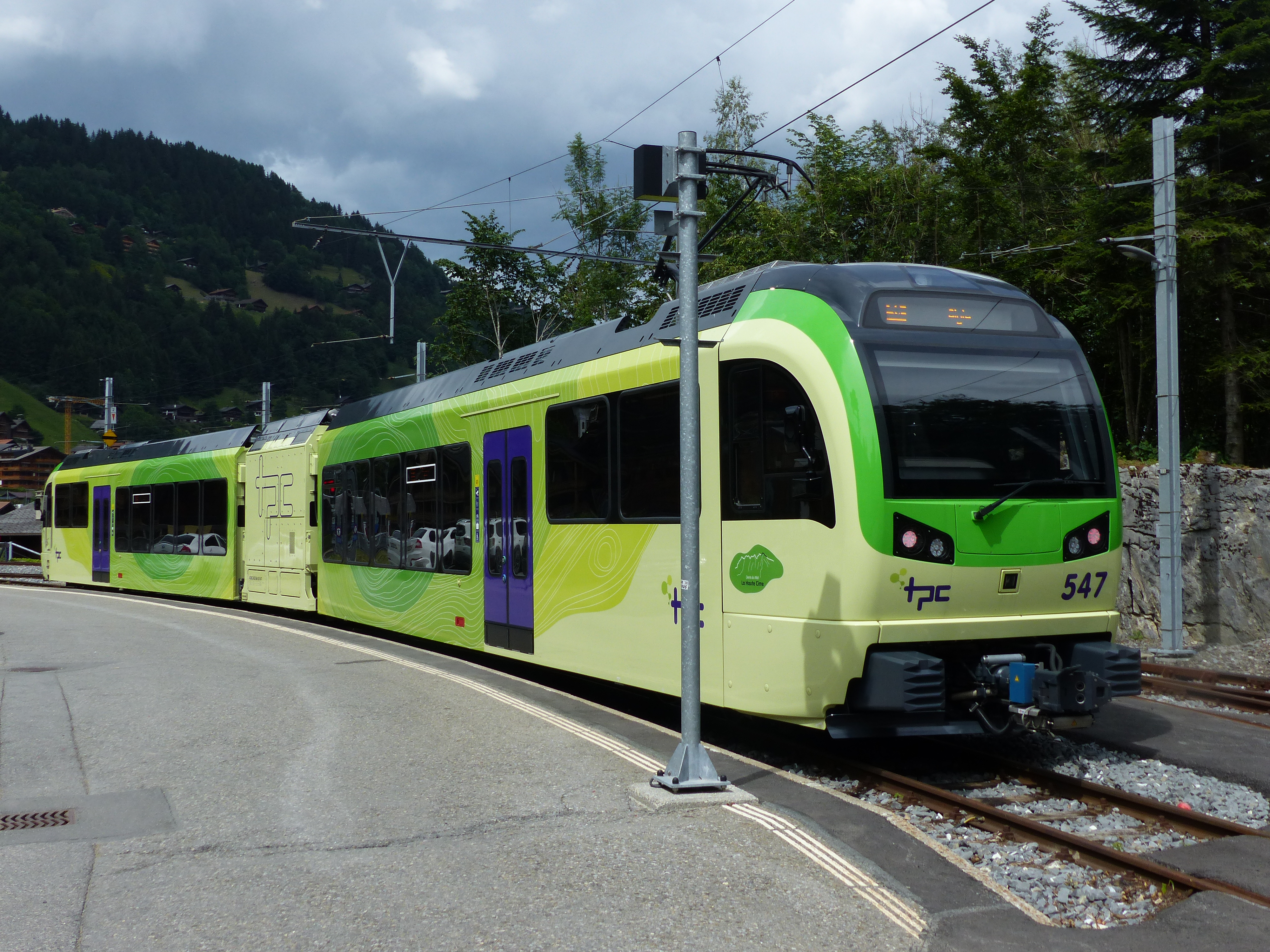
Beh 2/6 in der Endstation Champéry

## Planungen
Um den gefährlichen, teilweise auf der Strasse verlaufenden Abschnitt in Collombey aufheben zu können und die Fahrzeit weiter zu verkürzen, ist eine Neutrassierung zwischen Corbier und Monthey geplant. Die Züge der TPC werden ab Corbier parallel zur SBB-Strecke von Saint-Maurice und teilweise unterirdisch zum SBB-Bahnhof Monthey verkehren und dort Anschlüsse an die regionalen Buslinien vermitteln. Beim ehemaligen Giovanola-Werk soll die neue Haltestelle Monthey-Giovanola entstehen. Die Länge des Neubauabschnitts beträgt 2,2 Kilometer. Eine weitere 1,5 Kilometer lange Verbindung soll von Monthey-Giovanola mit einem Tagbautunnel zur bestehenden Strecke Richtung Champéry führen. Der bestehende Kopfbahnhof Monthey-Ville wird aufgehoben. 2018 wurde das Plangenehmigungsverfahren für das 150 Millionen Franken teure Projekt eingeleitet.

## Rollmaterial
Die Triebfahrzeuge der AOMC waren für eine Fahrleitungsspannung von 950 Volt ausgelegt. Die Fahrzeuge unterteilen sich in Adhäsionsfahrzeuge, die nur auf der Talstrecke zwischen Aigle und Monthey verkehrten, und Fahrzeugen mit gemischtem Adhäsions- und Zahnradantrieb für die Gesamtstrecke bis nach Champéry.
Zu den von den TPC beschafften Fahrzeugen (1500 Volt Fahrleitungsspannung) siehe Abschnitt Von den TPC beschafftes Rollmaterial im Artikel Transports Publics du Chablais.

### Fahrzeuge für die Talstrecke
| Namen    | Namen   | Namen           |
| AOMC-Nr. | BLT-Nr. | Name            |
| -------- | ------- | --------------- |
| 101      | 15      | –               |
| 101″     | 14      | Yvorne          |
| 102      | 12      | Chablais        |
| 103      | 13      | Collombey-Muraz |
| 104      | 16      | Ollon           |
| 105      | 11      | Aigle           |

Die von der BLT stammenden Fahrzeuge waren mit BSI-Kupplungen ausgerüstet, die Be 4/4 103 und 105 erhielten Mittelpuffer mit darunterliegender Schraubenkupplung (Zp1)
- Be 4/4 101, 101"–105 (1966/1985) SWP/BBC ex BLT/BTB
Verbleib: Nr. 101 Brand 1985, 1988 abgebrochen; Nr. 101" 2018 nach Rumänien[13], Nr. 102 an Verein Pro Birsigthalbahn; Nr. 103 remisiert; Nr. 104 2007 abgebrochen; Nr.  105 remisiert
- BDe 4/4 111, SWS/MFO 1949, 1969 ehemals SeTB BFe 4/4 5–7, weiterverkauft an Stern & Hafferl (ET 26.108–110)
Verbleib: 1987 nach starken Brandschäden verschrottet
- Bt 132–134 (1966/1985) SWP/BBC ex BLT/BTB Bt 22–24; Steuerwagen zu Be 4/4 101, 102 und 104
Verbleib: Nr. 132 und 134 2018 nach Rumänien[13], Nr. 133 2007 abgebrochen

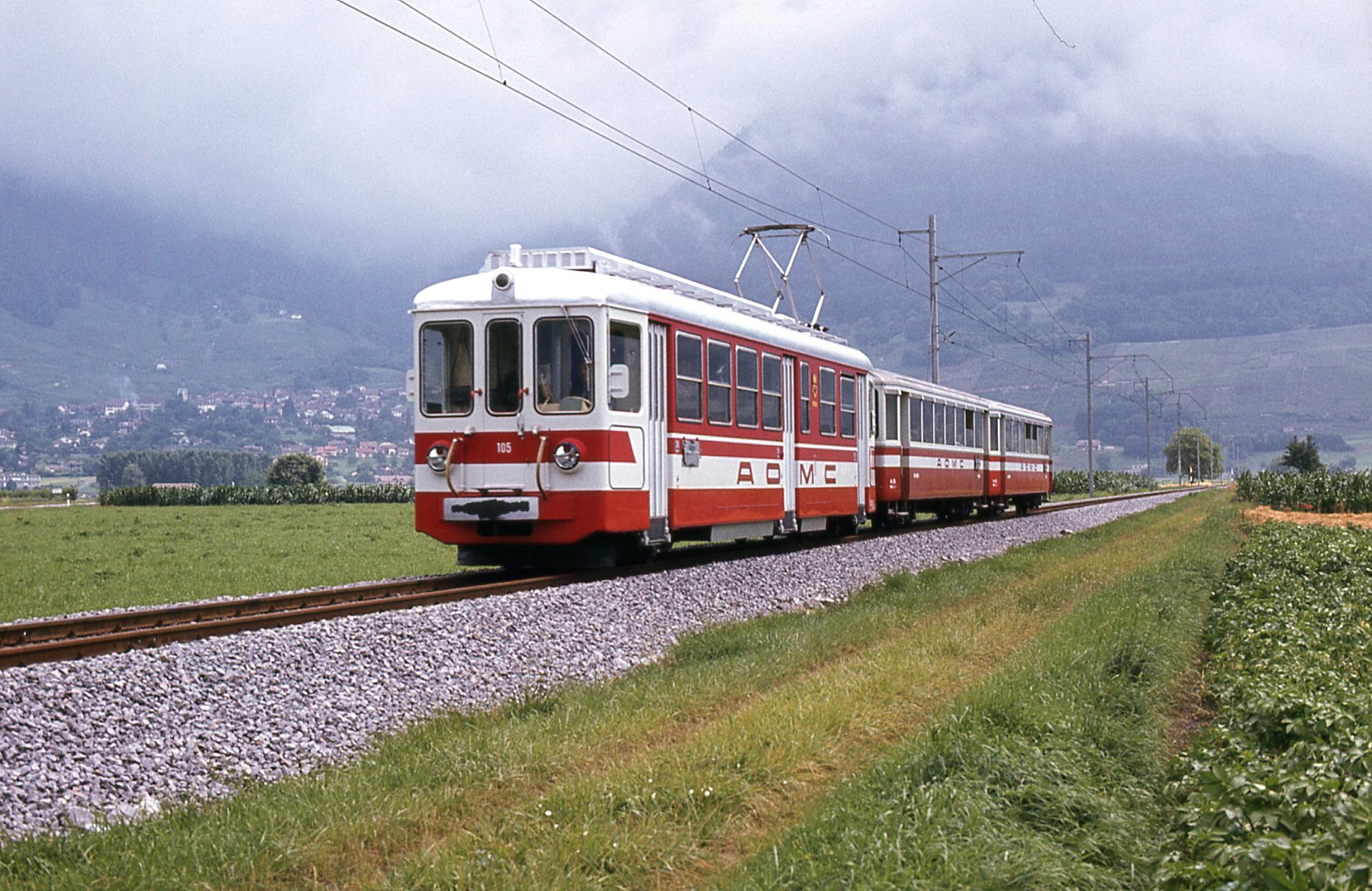
Von der BLT stammender Be 4/4 105 in der Rhoneebene
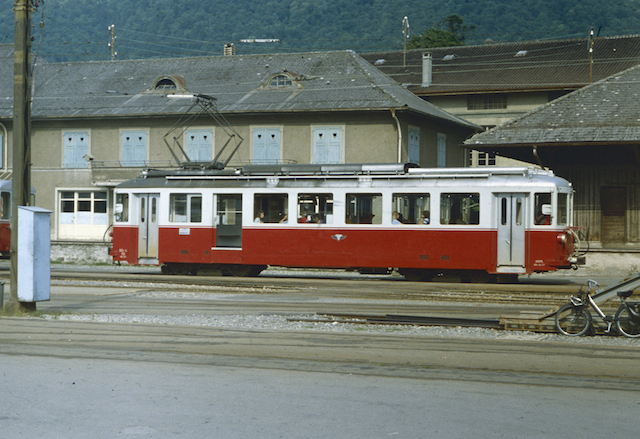
BDe 4/4 in Aigle, bis 1969 bei der Sernftalbahn
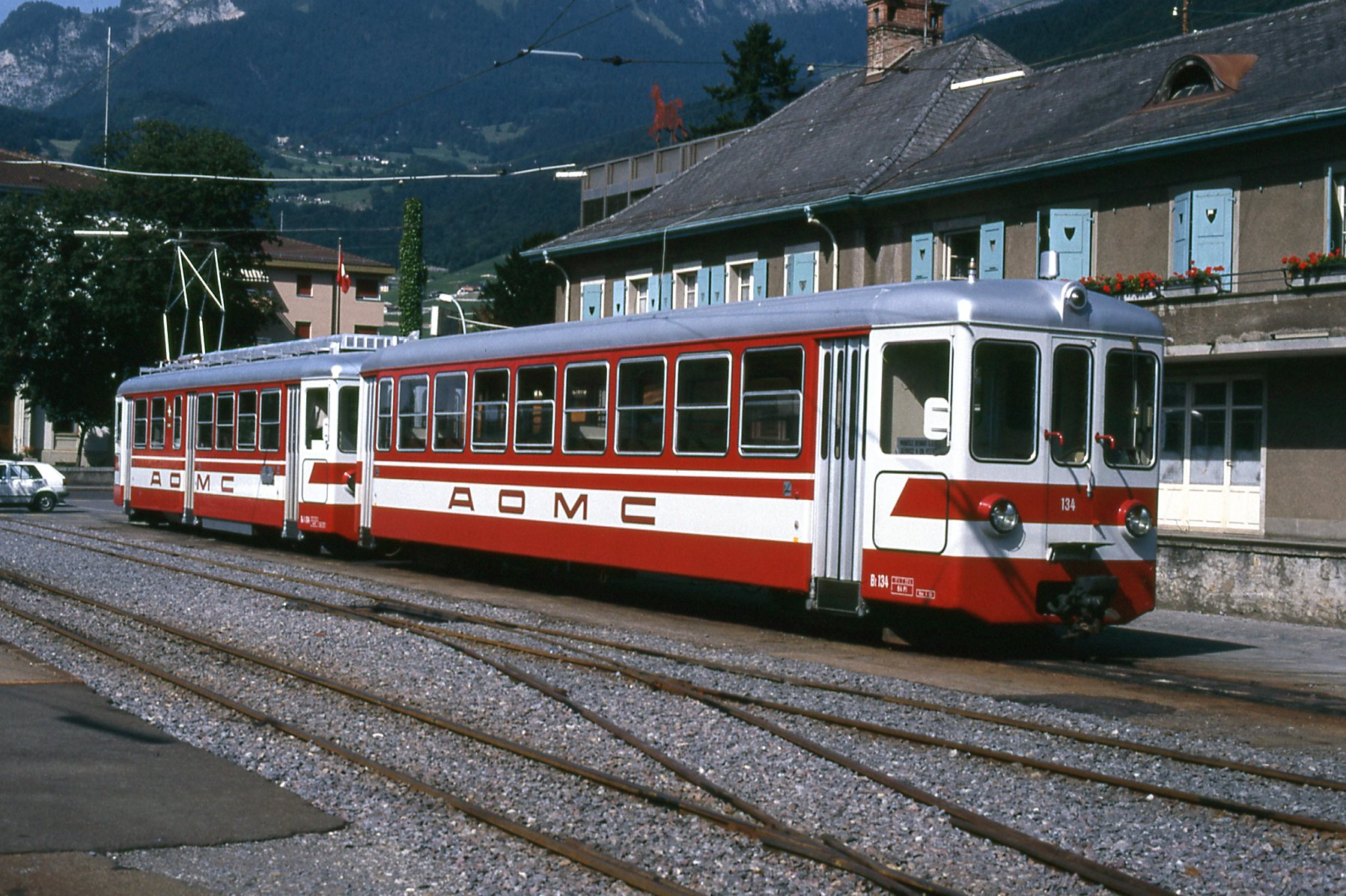
Bt 134 in Aigle

### Fahrzeuge für Adhäsions- und Zahnradbetrieb
| Namen | Namen         |
| Nr.   | Name          |
| ----- | ------------- |
| 501   | Vaud          |
| 502   | Valais        |
| 503   | Europe        |
| 511   | Champéry      |
| 512   | Val d’Illiez  |
| 513   | Monthey       |
| 514   | Troistorrents |

Ältere Fahrzeuge mit Mittelpuffer und darunterliegender Schraubenkupplung (Zp1), neuere Fahrzeuge mit BSI-Kupplung.
- BCFeh 4/4 1–3 (ursprüngliche Bezeichnung) SIG/SLM/Alioth 1908, Zp1; 1954 ausser Betrieb gesetzt und abgebrochen
- BCFeh 4/4 6 (ursprüngliche Bezeichnung) SIG/SLM/Alioth 1909, Zp1; 1975 an Museumsbahn Blonay–Chamby abgegeben
- BDeh 4/4 501–503 ACMV/SLM/BBC 1987, 1992 (Nr. 503)
- BDeh 4/4 511–514 SWP/BBC 1954, Zp1
Verbleib: Nr. 511 Abbruch 2015, Nr. 512–514 2016 verkauft an den Tierpark Pairi Daiza im belgischen Brugelette
- Beh 4/8 591–592 Bombardier/Stadler/Adtranz 2001; 2016 Umbau auf 1500 V mit neuem Umrichter, Ersatz der Trieb- und Bremszahnräder, Fahrmotoren konnten ohne Neuwicklung beibehalten werden[14]
- Bt 531–532 ACMV/BBC 1987, Steuerwagen zu 501–03
- B2 122 (1932), an VFV
- B 523–524 ACMV 1967/68/69, Zp1

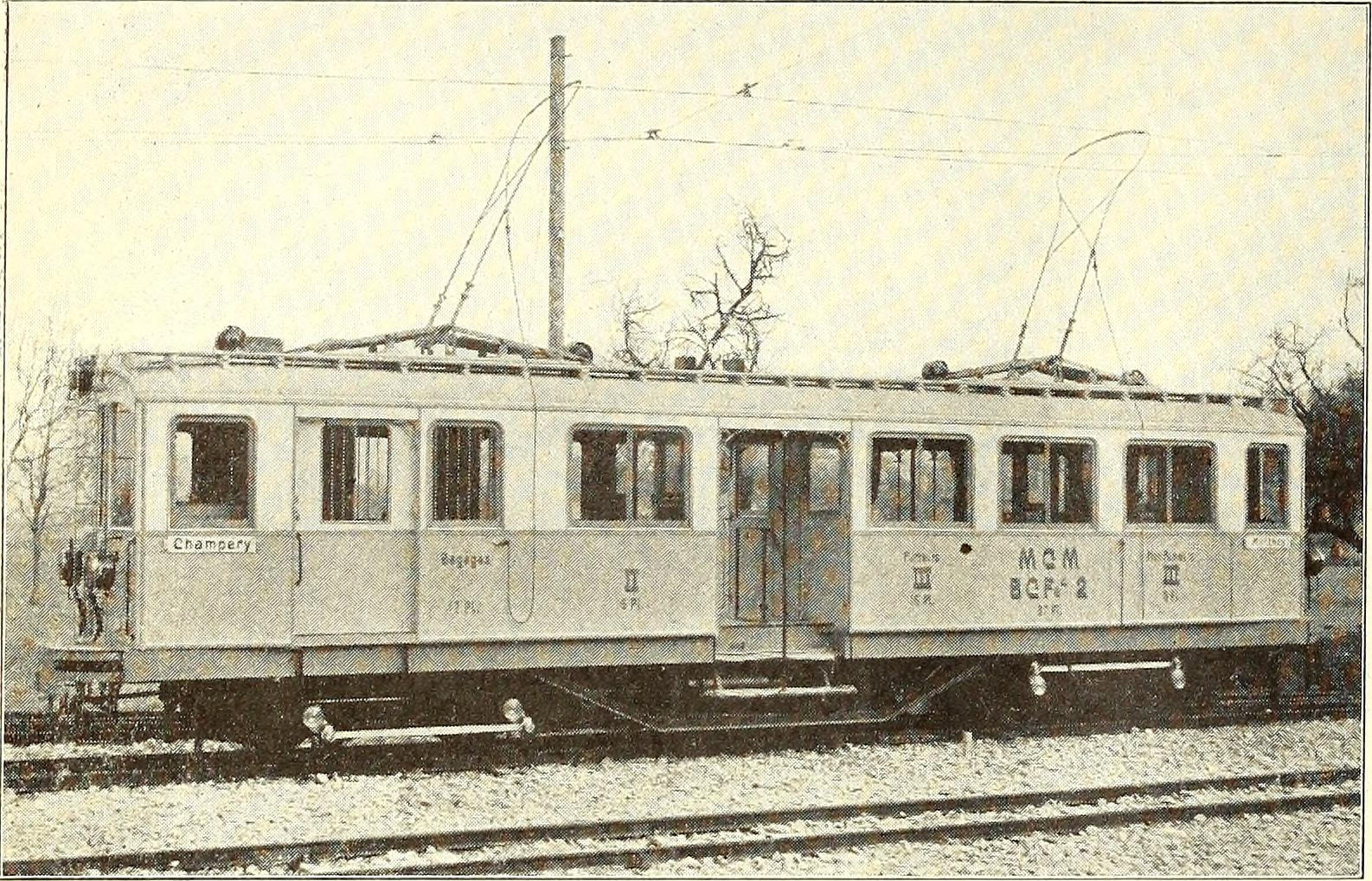
BCFeh 4/4 2 im Jahr 1908
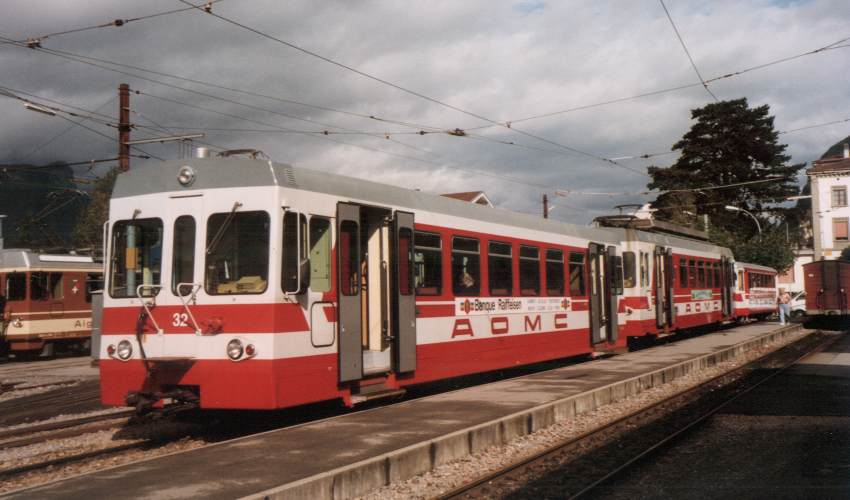
Steuerwagen Bt 532 und Triebwagen BDeh 4/4 501–503
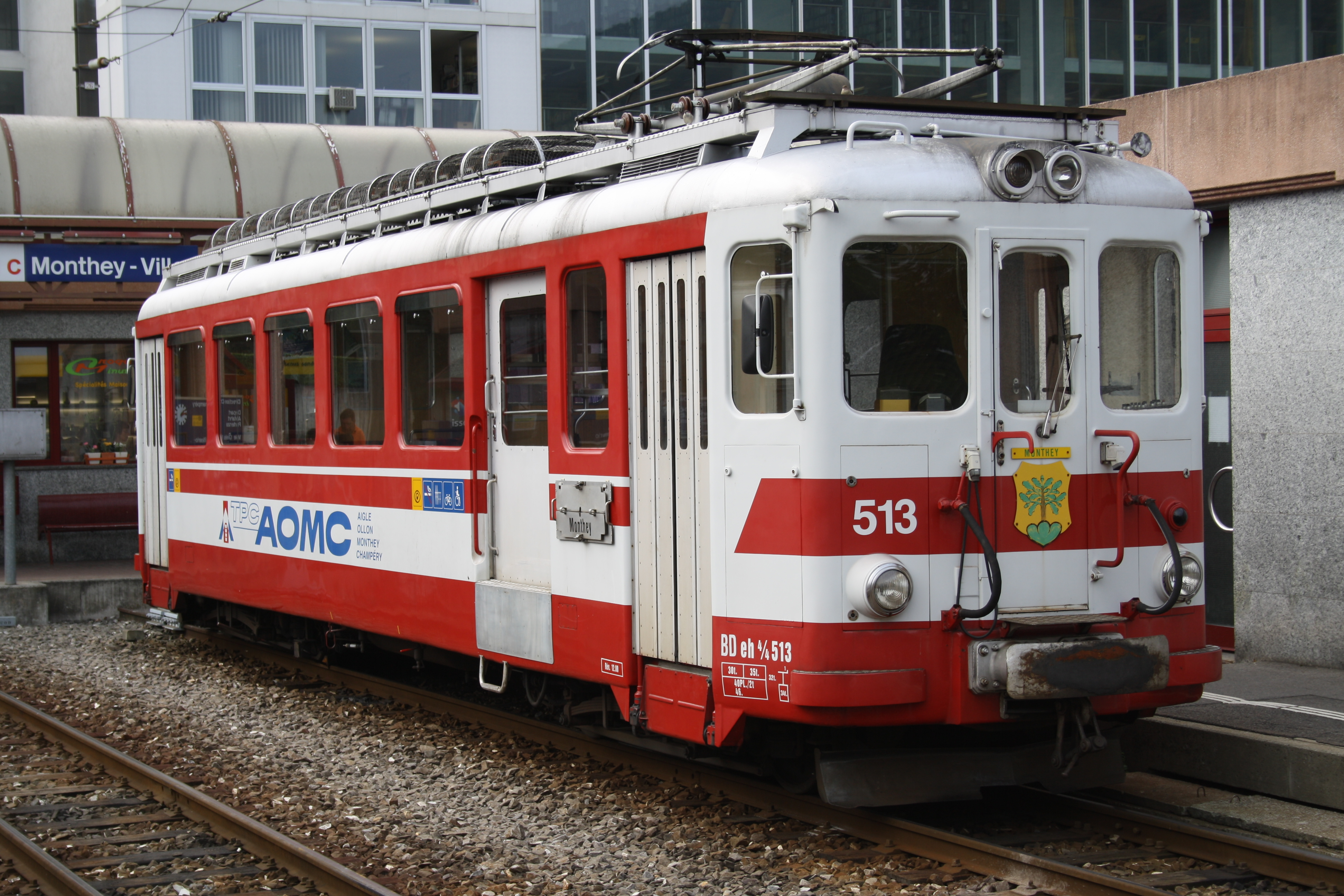
BDeh 4/4 513 im Bahnhof Monthey
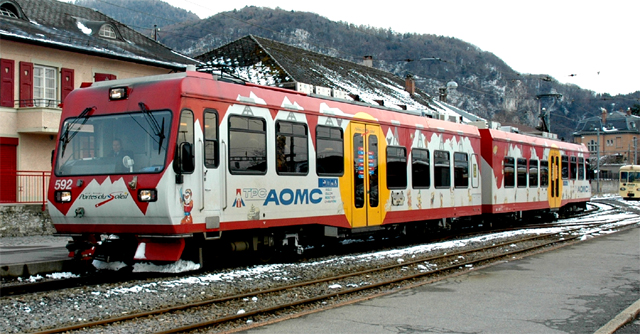
Beh 4/8 592 in Aigle